# Hyalurga fenestrata
Hyalurga fenestrata es una especie de polilla de la familia Erebidae. Fue descrito por Francis Walker en 1855. Se encuentra en Brasil y Paraguay.